# Café-concert

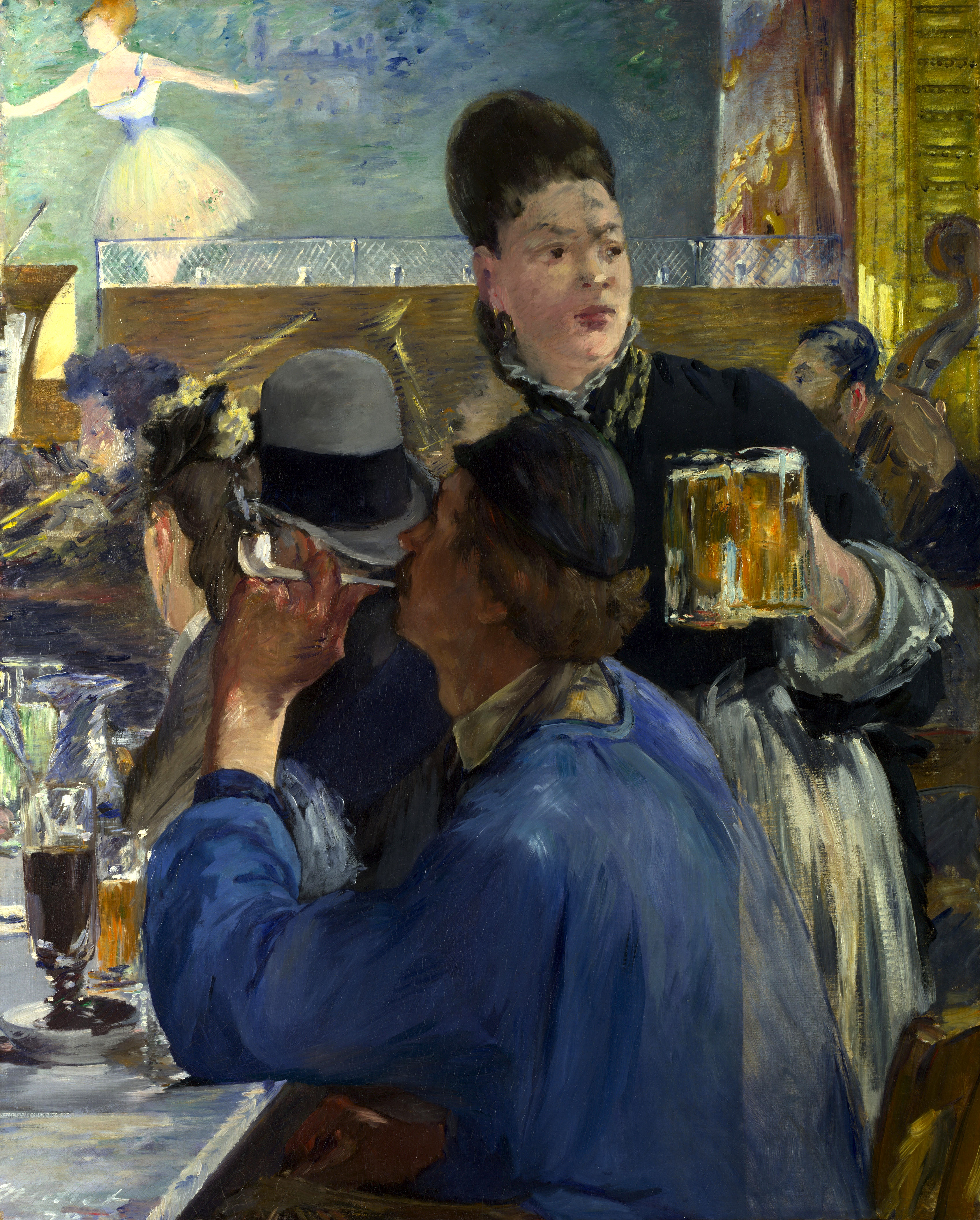
Édouard Manet: Ecke in einem Café-concert, 1878

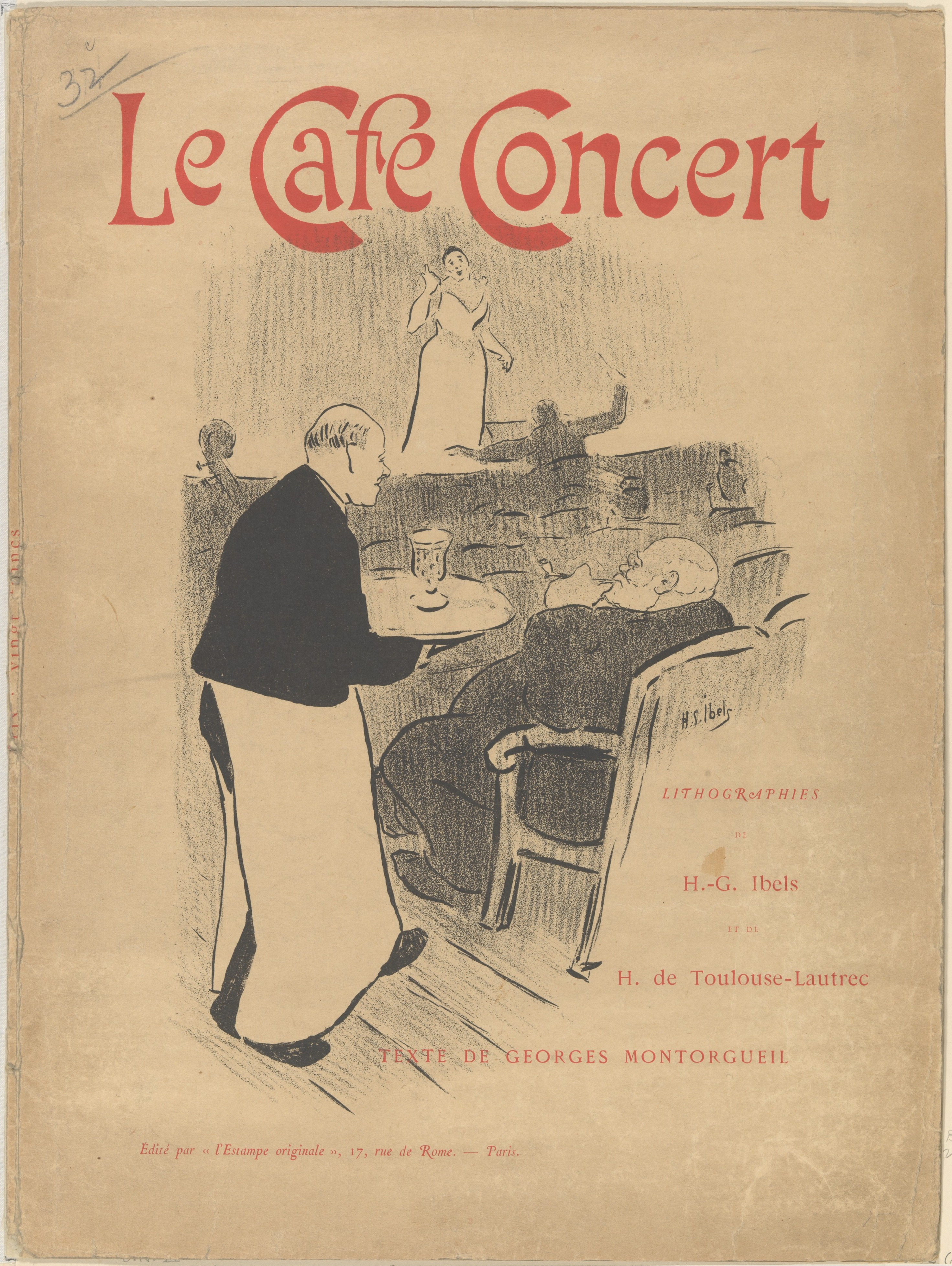
Le Café Concert. Lithographies H.-G. Ibels, H. de Toulouse-Lautrec. Texte de Georges Montorgueil (1893)

Das Café-concert, auch als caf’conc, Café à chansons oder Cabarets à chansons bezeichnet, war in der zweiten Hälfte des 19. Jahrhunderts (und vereinzelt auch noch im 20. Jahrhundert) in Frankreich ein Lokal mit Varieté-Darbietungen.

## Geschichte
Die Café-concerts waren weder Kaffeehäuser in der Art des Wiener Kaffeehauses noch richtige Konzertsäle. Sie gingen ab etwa 1849 aus den Café-chantants hervor, waren jedoch deutlich größer und hatten eine gehobenere Ausstattung. Während Café-chantants meist Bars für Industriearbeiter waren, in denen ein einfaches Holzpodest als Bühne für Gesangsdarbietungen und andere Unterhaltung diente, befanden sich Café-concerts häufig in langgestreckten Sälen mit hoher Bühne und boten eine vielfältige Unterhaltung für ein breites Publikum an. Die Gäste nahmen Getränke zu sich, rauchten und wandten sich dabei einem Bühnenprogramm zu, das zwischen Chansons, Couplets, Kleinkunst und Akrobatik wechselte – meist begleitet von einem kleinen Orchester. Zeitkritische Darbietungen wurden im Lauf der Zeit weniger, dafür gewannen erotische Einlagen ein immer größer werdendes Interesse. Ende des 19. Jahrhunderts verdrängte der englische Begriff Music Hall zunehmend die Bezeichnung Café-concert. Zu den berühmtesten Café-concerts in Paris gehörten das Concert des Ambassadeurs, das Grand Concert Parisien (ab 1910 Concert Mayol), das Ba-Ta-Clan, das Eden, das Eldorado, die Scala, die Folies Bobino, und der Alcazar.
Zahlreiche Maler haben in ihren Bildern Szenen aus den Café-concerts festgehalten. Zu ihnen gehören Honoré Daumier, Edgar Degas, Henri-Gabriel Ibels, Édouard Manet und Henri de Toulouse-Lautrec.